# Sungai Daeng
Sungai Daeng is een plaats in het bestuurlijke gebied Bangka Barat in de provincie Bangka-Belitung, Indonesië. De plaats telt 7683 inwoners (volkstelling 2010).